# Бам (Амурская область)
Бам — станция (населённый пункт) в Сковородинском районе Амурской области России. Входит в сельское поселение Солнечный сельсовет.

## География
Станция Бам расположена на Транссибе, к северо-западу от районного центра, города Сковородино. Расстояние по автодороге — 30 км (через Имачи). Находится в 2 км от центра сельского поселения, пос. Солнечный. В 4,5 км южнее станции проходит федеральная автодорога Чита — Хабаровск.

## История
Ж.д. станция основана в 1933 году в период строительства железнодорожной ветки к Тынде, которая в период Великой Отечественной войны была разобрана, а рельсы отправлены на строительство Волжской рокады под Сталинградом. 14 сентября 1972 г. здесь уложены первые звенья возрожденной железнодорожной линии Бам — Тында. В 1986 году здесь построен кирпичный завод для строительства БАМа. При электрификации участка здесь построены тяговая подстанция и ДПКС. В поселке имеется начальная школа, клуб, фельдшерский пункт, отделение связи, дом быта.

## Топонимика
Название современное от аббревиатуры слов от «Байкало-Амурская магистраль».

## Население
| 2002 | 2010  | 2012 | 2013 | 2014 | 2015 | 2016 |
| ---- | ----- | ---- | ---- | ---- | ---- | ---- |
| 1057 | ↘1020 | ↘962 | ↘924 | ↘888 | ↗897 | ↘892 |
| 2017 | 2018  |      |      |      |      |      |
| ↘880 | ↘876  |      |      |      |      |      |

## Инфраструктура
- Станция Бам Забайкальской железной дороги. От неё на север идёт железнодорожная линия на Тынду и далее в Нерюнгри (Якутия).